# كينسينغتون وتشيلسي
(كثيرا ما يختصر إلى RBKC) هو أحد أحياء لندن و يعد أغنى حي في انكلترا بعد حي مدينة ويستمنستر .هي منطقة حضرية و حديثه. في تعداد عام 2001 كانت السلطة المحلية الأكثر كثافة سكانية في المملكة المتحدة، التي يبلغ عدد سكانها 158919 في 13244 لكل كيلومتر مربع (مساحة الأرض ما يقرب من 12 كيلومترا مربعا، مما يجعله أصغر من ضواحي لندن، باستثناء مدينة لندن).
الحي يكون غرب مدينة وستمنستر، والذي هو في قلب لندن الحديثة، وإلى الشرق من هامرسميث وفولهام. يحتوي الحي على عدد كبير من المرافق مثل مركز مدينة المتاحف الكبرى والجامعات (في "Albertopolis ")، المحلات التجارية مثل محلات هارودز، وبيتر جونز و هارفي نيكولز. ويتواجد أيضا في كرنفال نوتينغ هيل، الكرنفال الأضخم في أوروبا، وعدة سفارات لها في نايتسبريدج، بلجرافيا والمناطق حدائق كنسينغتون في لندن. كما أنه يحتوي على العديد من المناطق السكنية الأكثر تميزا في لندن، والتي هي أيضا واحده من ألاغلى في العالم.